# Batalla del Talas

Mapa de la región transoxiana, con el río Talas

La batalla del Talas, batalla del río Talas, o batalla de Artlaj (en chino tradicional, 怛羅斯戰役; en árabe: معركة نهر طلاس‎) fue un enfrentamiento militar que tuvo lugar en mayo-septiembre del año 751 en Asia Central, a orillas del río Talas y al norte del río Sir Daria, en territorio del actual Kirguistán, cerca de la ciudad kazaja de Taraz. La batalla enfrentó a los ejércitos árabes del Califato abasí, junto con su aliado el Imperio tibetano, y los turcos karlukos al mando de Ziyad ibn Salih con 20 000 soldados (según fuentes chinas), y los ejércitos chinos de la Dinastía Tang al mando de Gao Xianzhi con 10 000 chinos y 20 000 mercenarios karlukos (estos últimos cambiaron de bando al final de la batalla), a fin de dirimir el control del Asia Central.
En julio de 751, fuerzas Tang y abasíes se encontraron en el valle del río Talas para competir por el control sobre la región del Sir Daria de Asia central. Después de varios días de estancamiento, los karlukos, que originalmente se aliaron con los Tang se pasaron a los abasíes y con ello desequilibraron las fuerzas, lo que dio como resultado una derrota Tang. Solo 2000 chinos sobrevivieron a la batalla. La victoria árabe-turca supuso el fin de la expansión china por la región de la Asia central, que se integró desde ese momento y de forma definitiva en la cultura islámica. Quedó asegurado el control musulmán sobre la Transoxiana durante los siguientes 400 años. El control de esta región fue económicamente beneficioso para los abasíes debido a que estaba en la ruta de la seda. Los historiadores debaten si los prisioneros chinos capturados con posterioridad a la batalla llevaron la tecnología de la fabricación del papel a Oriente Medio, donde con el tiempo se difundió hasta Europa.

## Ubicación
El lugar exacto donde se desarrolló la batalla no se ha confirmado, pero se cree que fue cerca de Taraz y Talas en la frontera de lo que hoy en día son Kazajistán y Kirguistán. El nombre chino (怛羅斯, Talas) se vio por vez primera en el relato de Xuanzang. Du Huan ubicó la ciudad cerca de la cuenca occidental del río Chui. La guerra fue la contienda entre la dinastía Tang y el califato abasí en la región transoxiana.

## Antecedentes

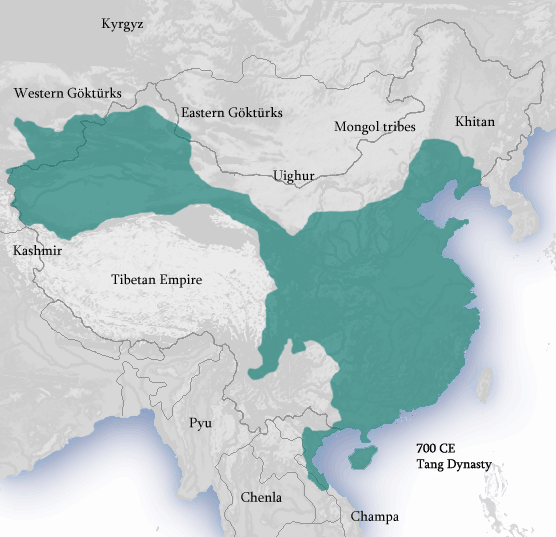
Mapa de la dinastía Tang alrededor del año 700 mostrando su expansión territorial hacia el oeste en aquella época, conectada con la principal parte del imperio por el largo y estrecho Corredor del Hexi.

Antes de la batalla, hubo otros encuentros indirectos entre algunos de los combatientes, y el poderío militar de China se había proyectado más allá del duro clima continental y el terreno difícil desolado y árido de la cuenca de Tarim, gran parte de la cual está formada por el desierto de Taklamakán, ya en la época de la dinastía Han, cuando el emperador Wu de Han envió expediciones militares para capturar caballos, que llegaron hasta el valle de Fergana. Luego, en 715, Alutar, el nuevo rey de Fergana, fue instalado con la ayuda de los árabes del califato omeya. El rey depuesto, Ijshid, huyó a Kucha (sede del protectorado Anxi), y buscó la intervención china. Los chinos enviaron 10 000 tropas al mando de Zhang Xiaosong a Fergana. Derrotó al gobernante títere de los árabes Alutar en Namangan y reinstauró a Ijshid. Los habitantes de las tres ciudades sogdianas fueron masacrados como resultado de la batalla.
El segundo encuentro tuvo lugar en 717, cuando los árabes fueron llevados por los turgesh y asediaron dos ciudades en la zona de Aksu en la batalla de Aksu (717). El comandante del chino Protectorado general para pacificar el oeste, Tang Jiahui, respondió usando dos ejércitos, uno compuesto por mercenarios karlukos liderados por Ashina Xin (cliente qaghan de Onoq) y otro compuesto de regulares Tang liderados por el propio Jiahui. La dinastía Tang china derrotó a los invasores omeyas en la batalla de Aksu. El comandante árabe omeya Al-Yashkuri y su ejército huyeron a Taskent después de la derrota.
Las fuentes árabes afirman que Qutayba ibn Muslim tomó durante un breve tiempo la ciudad de Kashgar a China y que se retiró después de llegar a un acuerdo pero los historiadores modernos desestiman totalmente esta pretensión.
En el año 750, As-Saffah, el fundador del califato abasí, lanzó una rebelión general (conocida como la revolución abásida) contra el entonces reinante califato omeya desde la provincia de Jorasán. Después de su decisiva victoria en la batalla del Zab y eliminando a aquellos de la familia omeya que no pudieron huir a Al-Ándalus, As-Saffah envió sus fuerzas a consolidar su califato, incluyendo Asia central, donde sus fuerzas se enfrentaron con muchas potencias regionales, incluyendo las de la china dinastía Tang.

## Batalla
El número de combatientes implicados en la batalla del Talas se desconocen con certeza; sin embargo, existen varios cálculos. El ejército abasí (200 000 tropas musulmanas según estimaciones chinas, aunque estas cifras pueden estar muy exageradas) que incluía contingentes de su aliado tibetano se enfrentaron al ejército combinado de 10 000 chinos Tang y 20 000 mercenarios karlukos (los documentos árabes ponen que las fuerzas chinas eran 100 000, lo que también puede ser muy exagerado).
En el mes de julio de 751, las fuerzas abasíes se unieron en combate con la fuerza china (el ejército combinado de los chinos Tang y los mercenarios karlukos) en las orillas del río Talas.

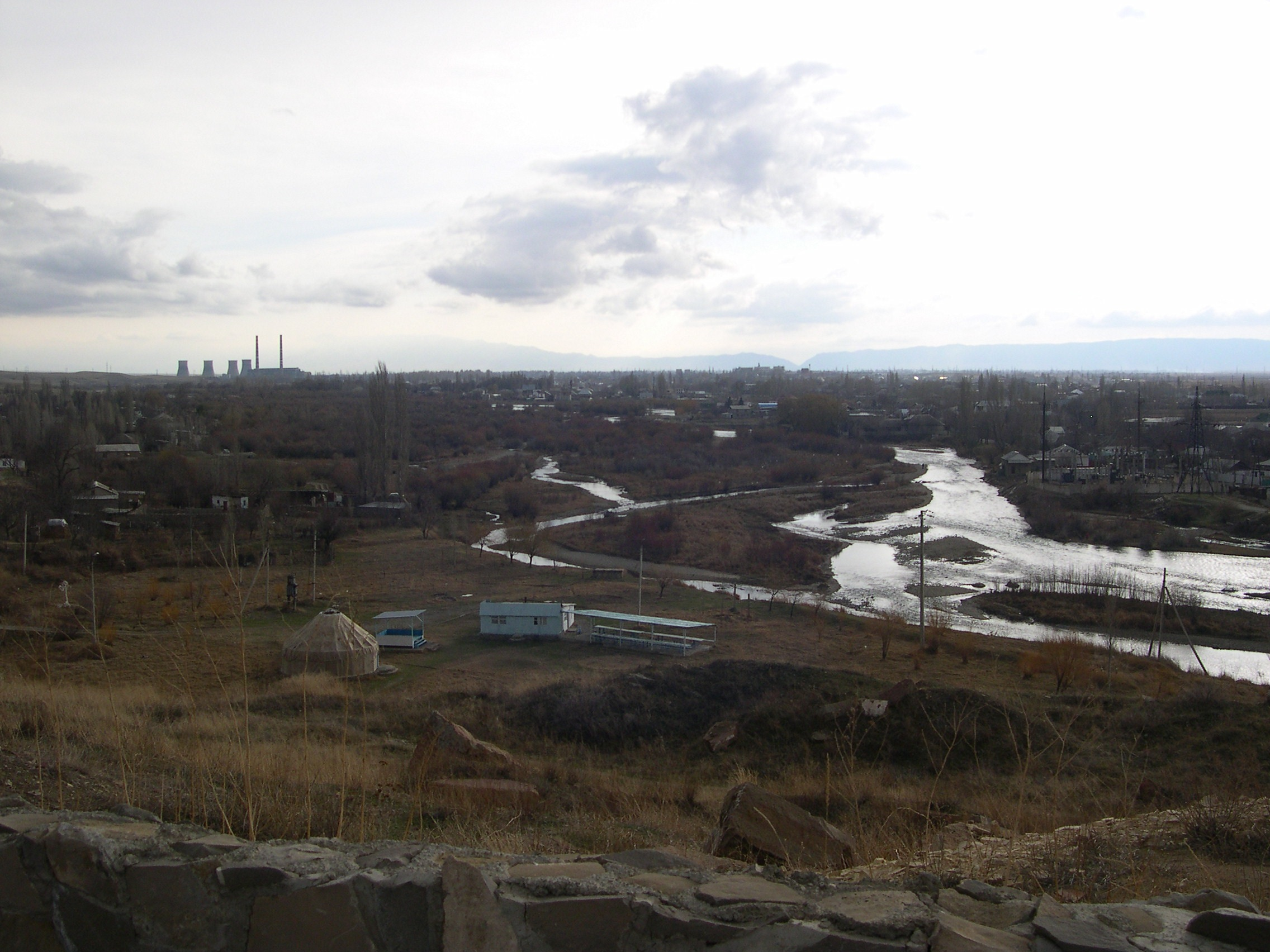
Moderna vista del río Talas, que nace en las montañas de Kirguistán y baja hasta KazajIstán. En la orilla derecha del río está la ciudad de Taraz.

El ejército Tang sufrió una aplastante derrota. La derrota de la dinastía Tang se debió a la defección de los mercenarios karlukos y a la retirada de los aliados ferganos quienes al principio apoyaron a los chinos. Los mercenarios karlukos, dos tercios del ejército Tang, se pasó a los abasíes durante la batalla; tropas karlukas atacaron al ejército Tang a corta distancia mientras que las principales fuerzas abasíes las atacaban desde el frente. Las tropas Tang no fueron capaces de mantener la posición, y su comandante Gao Xianzhi, reconoció que la derrota era inminente y logró escapar con alguno de sus regulares Tang con la ayuda de Li Siye. De un total de 10 000 soldados que se calculan para los Tang, solo 2000 lograron regresar de Talas a su territorio en Asia central. A pesar de perder la batalla, Li infligió grandes pérdidas al ejército árabe perseguidor después de que se lo reprochase Duan Xiushi. Después de la batalla, Gao estaba preparado para organizar otro ejército Tang contra los árabes cuando estalló la devastadora rebelión de An Lushan en 755. Cuando la capital Tang fue tomada por los rebeldes, todos los ejércitos chinos estacionados en Asia central recibieron la orden de volver a China propiamente dicha para aplastar la rebelión.

## Consecuencias y significado histórico
Poco después de la batalla del Talas, la doméstica rebelión de An Lushan (755–63) y la posterior preponderancia de los señores de la guerra dieron a los árabes la oportunidad de expandirse aún más hacia el interior de Asia central conforme la influencia Tang en la región se retiraba. Los tributarios locales de los Tang se pasaron entonces a la autoridad de los abasíes, tibetanos o uigures y eso facilitó la introducción del Islam entre los pueblos túrquicos.
Fue la rebelión de An Lushan y no la derrota del Talas lo que puso fin a la presencia china Tang en Asia central y lo que los obligó a retirarse de Xinjiang —Talas no tuvo importancia estratégica, porque los árabes no avanzaron más allá después de la batalla.
Una pequeña minoría de los karlukos se convirtieron al islam después de la batalla. La mayoría de los karlukos no se convirtieron al islam hasta mediados del siglo X al mando de Sultán Satuq Bughra Khan cuando establecieron el janato qarajánida. Esto ocurrió mucho después de que la dinastía Tang se marchase de Asia central.
Al-Saffah, cuyas fuerzas eran conocidas por los chinos como el Ta-Shih vestido de negro, gastó su riqueza en la guerra. Murió en el año 752. Su hermano Abu Jafar al-Mansur (A-p’uch’a-fo), que lo sucedió como segundo califa abasí [(r. 754-775)  ayudó al emperador chino Suzong de Tang después de que pidiera ayuda durante la rebelión de An Lushan para recuperar el control de su capital Chang'an del comandante traidor, An Lushan, o sus sucesores en la fallida dinastía Yan. Abu Jafar al-Mansur respondió enviando 4000 hombres que ayudaron a las tropas Tang a recuperar la ciudad y fueron bien recompensados por el emperador chino. Después de que la rebelión fuera reprimida se les permitió asentarse en China de forma permanente, lo que ayudó a fundar las comunidades musulmanas más antiguas de China. Algunos de ellos se casaron con gentes chinas locales y sus descendientes se convirtieron en musulmanes nativos que conservaron su tradición religiosa y forma única de vida.
En 760, tuvo lugar una masacre a gran escala de ricos comerciantes árabes y persas en China, durante la masacre de Yangzhou (760), a manos de los rebeldes chinos liderados por Tian Shengong. En 879 durante la masacre de Guangzhou, de 120 000 a 200 000 musulmanes comerciantes extranjeros árabes, zoroastrianos persas, judíos y cristianos en Guangzhou fueron masacrados por rebeldes chinos bajo Huang Chao.
La cultura de Asia central, en el pasado una mezcla de influencias persas, indias y chinas, desaparecieron bajo las luchas de poder entre los imperios de los árabes, chinos, turcos, tibetanos y uigures. El islam creció hasta convertirse en la fuerza cultural de Asia central.
Con el declive del budismo en el Asia central, el budismo chino quedaba entonces separado del budismo indio y se desarrolló hasta ser una religión independiente con elementos espirituales distintivos. Tradiciones budistas indígenas como budismo Tierra Pura y Zen surgieron en China. China se convirtió en el centro del Budismo del este de Asia, siguiendo el canon budista chino, conforme el budismo se extendió a Japón y Corea desde China.
Entre los primeros historiadores que proclamaron la importancia de esta batalla estuvo el gran historiador ruso del Asia central musulmana, Vasili Bartold, del siglo XX, según el cual, «los primeros historiadores árabes, ocupados con la narración de acontecimientos que entonces tenían lugar en Asia occidental, no mencionan esta batalla; pero es sin duda de gran importancia en la historia del Turquestán (occidental) pues decidió la cuestión de cual de las dos civilizaciones, la china o la musulmana, debía predominar en la tierra (del Turquestán)."
La pérdida de 8000 tropas del imperio Tang puede compararse con una fuerza de más de 500 000 tropas antes de la rebelión Anshi. Según Bartold, para la historia de los tres primeros siglos del Islam, al-Tabari era la fuente principal (sobrevivió en la compilación de Ali ibn al-Athir), que fue hecha desaparecer en 915. (Desafortunadamente, esta importante obra solo estaba recopilada y publicada por un grupo de orientalistas en 1901.[cita requerida]) Es solo en Athir donde se encuentra un relato preciso del conflicto entre los árabes y los chinos en 751. Ni Tabari ni las primeras obras históricas de los árabes que nos han llegado en general mencionan nada de esto; sin embargo, la afirmación de Athir se ve completamente confirmada por la china Historia de la dinastía Tang. En todas las fuentes árabes, los acontecimientos que ocurrieron en la parte oriental del imperio a menudo se tratan con brevedad. Otro notable informante de la batalla en el lado musulmán fue Al-Dhahabi (1274-1348).
La batalla del Talas no marcó ni el final del budismo ni de la influencia china en la región. El Kanato de Kara-Kitai budista derrotó a los turcos selyúcidas musulmanes y a los turcos qarajánidas musulmanes en 1141, conquistando gran parte de Asia Central del janato qarajánida karluko musulmán  en el siglo XII. Los qarajitanos también reintrodujeron el sistema chino de gobierno imperial, puesto que China estaba bien considerada y era respetada en la región, incluso entre la población musulmana, y los kara-jitanos usaron el chino como su principal lengua oficial. Los gobernantes qarajitanos fueron llamados «los chinos» por los musulmanes.
El profesor Denis Sinor dijo que esta interferencia en los asuntos internos del janato túrquico occidental fue lo que puso fin a la supremacía china en Asia central, puesto que la destrucción del jaganato occidental libró a los musulmanes de su mayor oponente, y que no fue la batalla del Talas la que acabó con la presencia china.
Más tarde durante el reinado del califa abasí Harún al-Rashid, los árabes pusieron fin a su alianza con el imperio tibetano, y establecieron una alianza con China después de remitir enviados a China en 789.

### Manufactura del papel

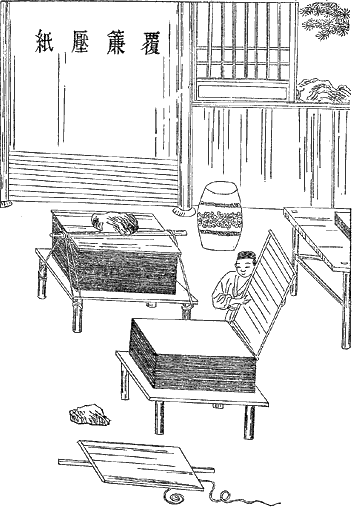
Uno de los cinco principales pasos en el proceso de manufactura de papel de la antigua China.

La batalla del Talas fue un acontecimiento decisivo en la historia del papel— la transmisión tecnológica del proceso de fabricación de papel. Según la leyenda, después de la batalla del Talas, se ordenó a prisioneros de guerra chinos con el conocimiento para ello que produjeran papel en Samarcanda. De hecho, papel de alta calidad ya se conocía, y se realizaba, en Asia central desde hacía siglos; sobrevive una carta en papel del siglo IV de un comerciante en Samarcanda. Pero la conquista islámica de Asia central a finales del siglo VII y principios del VIII facilitó la expansión de este conocimiento por vez primera a lo que sería el mundo islámico, de manera que para el año 794, la manufactura de papel ya se podía encontrar en Bagdad, lo que hoy es Irak. La tecnología de la elaboración de papel fue así transmitida al mundo islámico, y más tarde al Occidente europeo. La producción de papel fue un secreto de estado, y solo algunos lugares y monjes budistas conocían la tecnología. Por supuesto, el papel se transportaba muchos kilómetros como un producto de lujo chino, y se comerciaba con él, el hallazgo de papel en diversos lugares no es prueba de su producción, sino de su uso.

## Consecuencias geopolíticas
Además de la transferencia del papel, no hay evidencia que apoye un cambio demográfico o geopolítico como resultado de la batalla. De hecho parece que la influencia Tang sobre Asia central incluso se fortaleció después de 751 y que para 755, el poder Tang en Asia central estaba en su zénit. Varios de los factores posteriores a la batalla ya existían antes de 751. Primero, los karlukos nunca en ningún sentido, se opusieron al gobierno chino tras la batalla. En 753, el karluko Yabgu Dunpijia se sometió bajo la columna de Cheng Qianli y capturó A-Busi, un jefe mercenario chino traicionero tongluo (Tiele) (que había desertado antes, en 743), y recibió su título en la corte el 22 de octubre. El historiador musulmán chino Bai Shouyi escribió que aún más, al mismo tiempo que tenía lugar la batalla del Talas, los Tang también enviaron un ejército desde la ciudad de Shibao en Qinghai a Suyab y consolidaron el control chino sobre los turgesh. La expansión china en Asia central no se detuvo tras la batalla; el comandante chino Feng Changqing, quien asumió el cargo de Gao Xianzhi a través de Wang Zhengjian, virtualmente arrasó la región de Cachemira y capturó Gilgit poco menos de dos años después. Incluso Taskent reestableció su estatus de vasallo en 753, cuando los Tang le dieron un título a su gobernante. La influencia china al oeste del Pamir ciertamente no cesó como resultado de la batalla; los estados de Asia central bajo control musulmán, como Samarcanda, siguieron solicitando ayuda a los Tang contra los árabes a pesar del Talas y de ahí que en 754, los nueve reinos del Turquestán occidental de nuevo enviasen peticiones a los Tang para atacar a los árabes y los Tang siguieron rechazando semejantes peticiones como hicieron durante décadas. Ferghana, que participó en la batalla más temprano, de hecho se unió entre los auxiliares de Asia central con el ejército chino tras ser llamados, y entraron en Gansu durante la revuelta de An Lushan en 756. Bai también señaló que ni siquiera empeoraron las relaciones entre China y los árabes, pues los abasíes, como sus predecesores los omeyas (desde 652), siguieron enviando embajadas a China ininterrumpidamente tras la batalla. Semejantes visitas dieron como resultado total 13 regalos diplomáticos entre 752 y 798. Tampoco todas las tribus túrquicas de la región se convirtieron al islam después de la batalla, la fecha de su conversión en masa al islam es muy posterior, en el siglo X bajo Musa.